# ディヴィジオン・アン (野球)
ディヴィジオン・アン（Championnat de France de baseball Division 1）はフランスのプロ野球リーグである。1926年に創設。8チームで構成されており、シーズンは、毎年28試合が開催される。22回優勝のパリ大学クラブが最も多くのトロフィーを保有していて、11回のルーアン・ハスキーズ'76がこれに次ぐ。サッカーのリーグ・アンの野球版に当たる。
昇降制システムがあり、シーズン順位下位2チームは2部リーグの上位チームとプレーオフを経て昇降するかどうかを決定する。残りの上位6チーム中下位4チームは準プレーオフを介してプレーオフ進出2チームを決定し、2チームは、シーズンのランキング上位2チームとプレーオフを進めて、最終的に残された2チームが優勝を競うことになる。

## 所属チーム

### ディヴィジオン1
2016年シーズン
| チーム名                                                           | 本拠地                                                                       | 備考            |
| ------------------------------------------------------------------ | ---------------------------------------------------------------------------- | --------------- |
| サヴィニー＝シュル＝オルジュ・ライオンズ Lions de Savigny-sur-Orge | イル＝ド＝フランス地域圏エソンヌ県サヴィニー＝シュル＝オルジュ               |                 |
| ルーアン・ハスキーズ Rouen Huskies                                 | ノルマンディー地域圏セーヌ＝マリティーム県ルーアン                           | 2016年1部優勝   |
| モンペリエ大学野球クラブ Montpellier Université Club Baseball      | オクシタニー地域圏エロー県モンペリエ                                         | モンペリエ大学  |
| セナート・テンプライアーズ Templiers de Sénart                     | イル＝ド＝フランス地域圏セーヌ＝エ＝マルヌ県サヴィニー＝ル＝タンプル         | 2016年1部準優勝 |
| スタッド・トゥールーザン Stade Toulousain Baseball                 | オクシタニー地域圏オート＝ガロンヌ県トゥールーズ                             |                 |
| クレルモン＝フェラン Clermont Ferrand                              | オーヴェルニュ＝ローヌ＝アルプ地域圏ピュイ＝ド＝ドーム県クレルモン＝フェラン |                 |
| パリ大学クラブ Paris Université Club                               | イル＝ド＝フランス地域圏パリ                                                 | パリ大学        |
| シャルトル・フレンチカブス French Cubs de Chartres                 | サントル＝ヴァル・ド・ロワール地域圏ウール＝エ＝ロワール県シャルトル         |                 |

## 年度別優勝チーム
| 年度 | 優勝チーム                 | 準優勝チーム                   |
| ---- | -------------------------- | ------------------------------ |
| 1980 | パリ大学クラブ             | ニース大学クラブ               |
| 1981 | ニース大学クラブ           | パリ大学クラブ                 |
| 1982 | パリ大学クラブ             | BCFパリ                        |
| 1983 | パリ大学クラブ             | メイジュー・ベースボールクラブ |
| 1984 | パリ大学クラブ             | ニース大学クラブ               |
| 1985 | パリ大学クラブ             | ブレバンヌ・カリブーズ         |
| 1986 | パリ大学クラブ             | BCFパリ                        |
| 1987 | パリ大学クラブ             | BCFパリ                        |
| 1988 | パリ大学クラブ             | サヴィニー・ライオンズ         |
| 1989 | パリ大学クラブ             | ピヌイユ・ピッチャーズ         |
| 1990 | パリ大学クラブ             | サヴィニー・ライオンズ         |
| 1991 | パリ大学クラブ             | BCFパリ                        |
| 1992 | パリ大学クラブ             | ブレバンヌ・カリブーズ         |
| 1993 | モンペリエ・バラクーダーズ | パリ大学クラブ                 |
| 1994 | モンペリエ・バラクーダーズ | パリ大学クラブ                 |
| 1995 | モンペリエ・バラクーダーズ | サン＝ロー・ジマーズ           |
| 1996 | サン＝ロー・ジマーズ       | モンペリエ・バラクーダーズ     |
| 1997 | サン＝ロー・ジマーズ       | モンペリエ・バラクーダーズ     |
| 1998 | サヴィニー・ライオンズ     | モンペリエ・バラクーダーズ     |
| 1999 | サヴィニー・ライオンズ     | モンペリエ・バラクーダーズ     |
| 2000 | パリ大学クラブ             | モンペリエ・バラクーダーズ     |
| 2001 | サヴィニー・ライオンズ     | モンペリエ・バラクーダーズ     |
| 2002 | サヴィニー・ライオンズ     | モンペリエ・バラクーダーズ     |
| 2003 | ルーアン・ハスキーズ'76    | サヴィニー・ライオンズ         |
| 2004 | ルーアン・ハスキーズ'76    | モンペリエ・バラクーダーズ     |
| 2005 | ルーアン・ハスキーズ'76    | サヴィニー・ライオンズ         |
| 2006 | ルーアン・ハスキーズ'76    | トゥールーズ・タイガース       |
| 2007 | ルーアン・ハスキーズ'76    | セナート・テンプライアーズ     |
| 2008 | ルーアン・ハスキーズ'76    | セナート・テンプライアーズ     |
| 2009 | ルーアン・ハスキーズ'76    | サヴィニー・ライオンズ         |
| 2010 | ルーアン・ハスキーズ'76    | サヴィニー・ライオンズ         |
| 2011 | ルーアン・ハスキーズ'76    | モンペリエ・バラクーダーズ     |
| 2012 | ルーアン・ハスキーズ'76    | セナート・テンプライアーズ     |
| 2013 | ルーアン・ハスキーズ'76    | セナート・テンプライアーズ     |
| 2014 | セナート・テンプライアーズ | パリ大学クラブ                 |
| 2015 | ルーアン・ハスキーズ'76    | モンペリエ・バラクーダーズ     |
| 2016 | ルーアン・ハスキーズ'76    | セナート・テンプライアーズ     |

## 主な選手
- フレデリク・アンヴィ（セナート・テンプライアーズ）
- 池永大輔（シャルトル・フレンチカブス）
- 丸山和馬（サヴィニー・ライオンズ）
- 繁田隼（サヴィニー・ライオンズ）
- 森田衛（サヴィニー・ライオンズ→パリ大学クラブ）
- 佐野川リョウ（クレルモン＝フェラン）
- 杉浦健二郎（モンペリエ・バラクーダス）